# Gemeenlandshuis Swanenburg

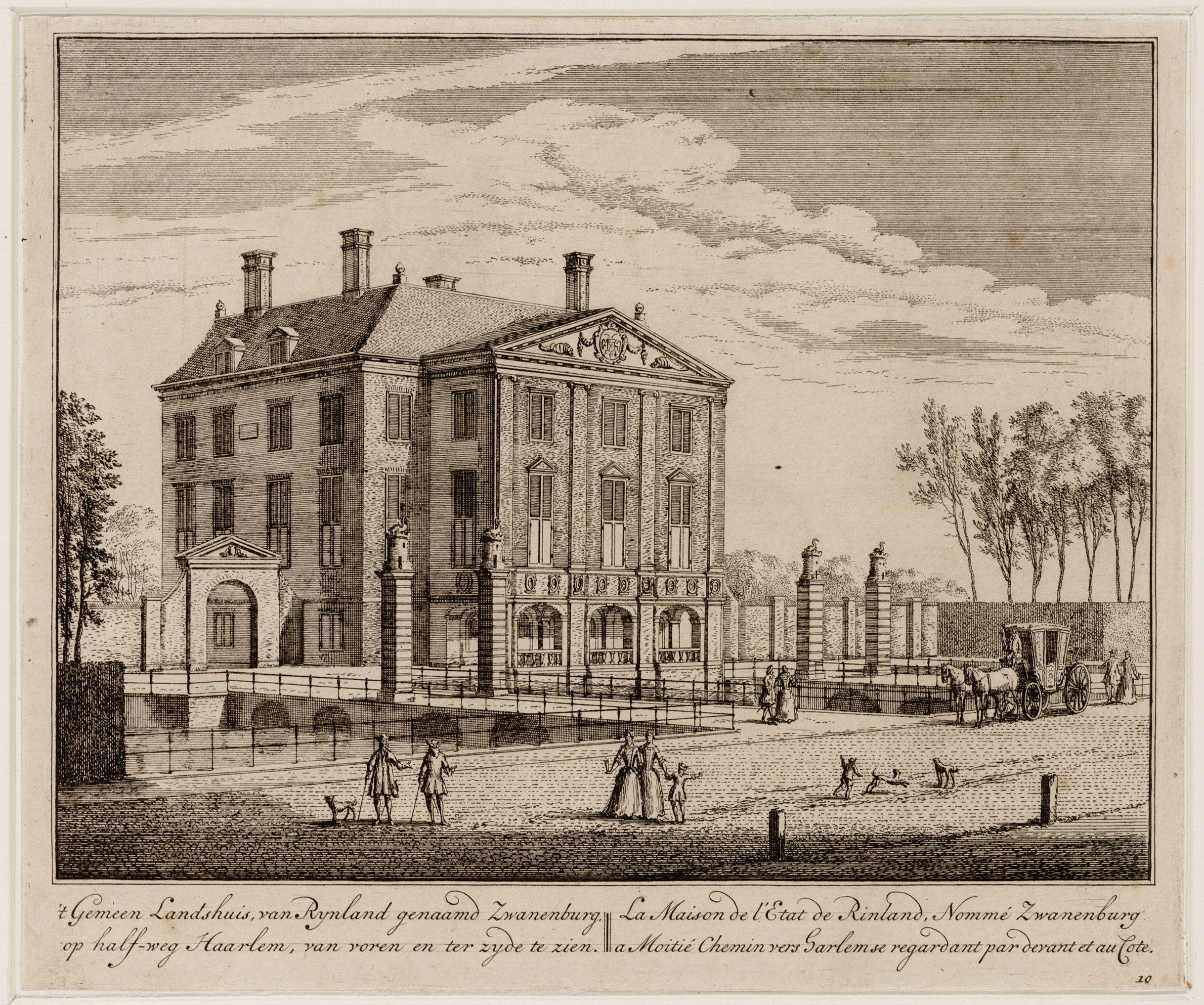
Het Gemeenlandshuis Swanenburg op een gravure van Abraham Rademaker uit 1728.

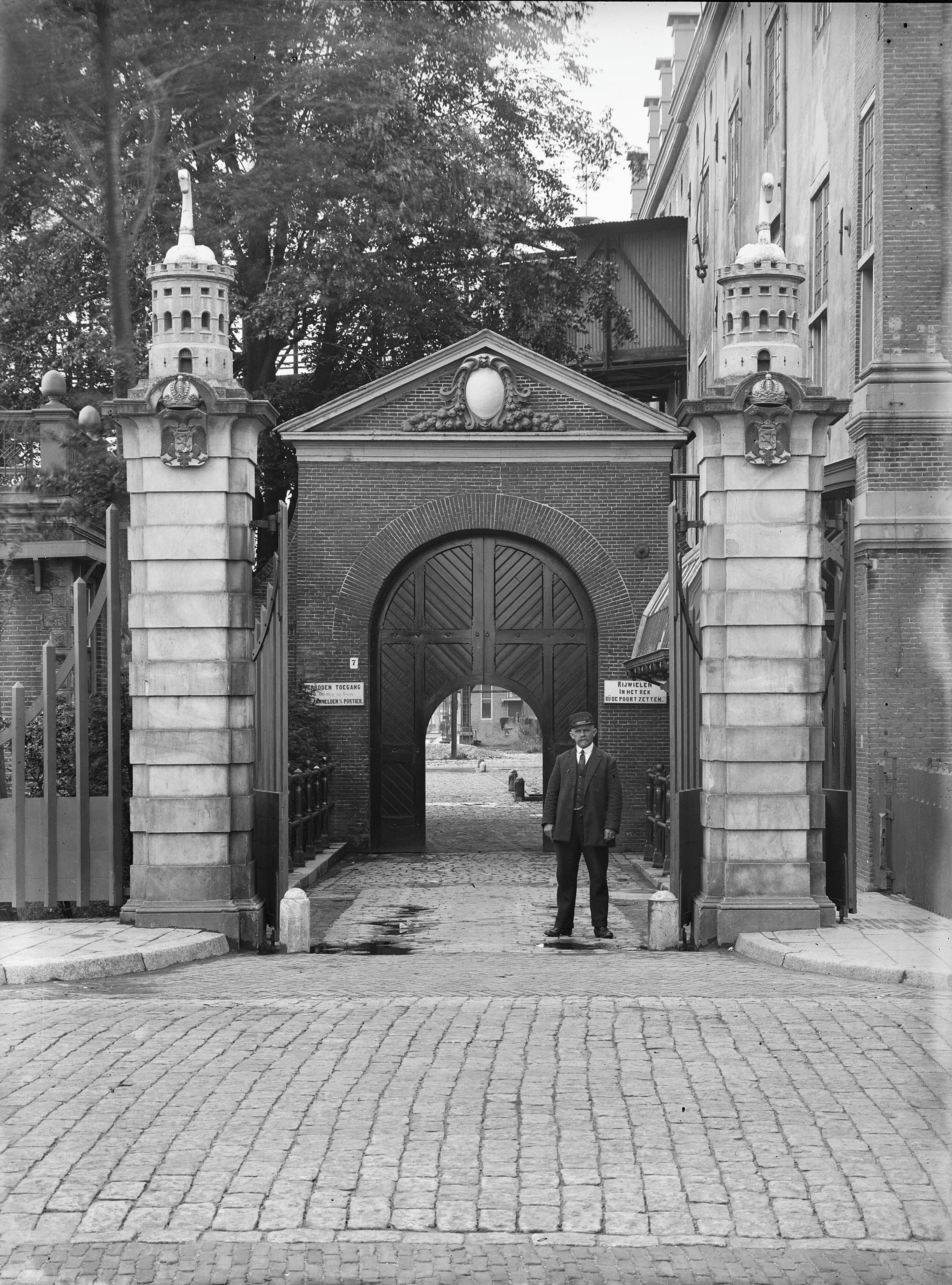
Inrijhek met zwanen op een brug, links naast het gebouw.

Het Gemeenlandshuis Swanenburg (ook wel: Huis Zwanenburg) was een van de historische gemeenlandshuizen van het Hoogheemraadschap van Rijnland, aan de Haarlemmerstraatweg in het dorp Halfweg.
In 1517 werd voor het eerst melding gemaakt van een stenen huis op deze locatie, het 'Huis ter Hart', naast de sluizen. Tussen 1645 en 1648 werd door de beroemde architect Pieter Post het 'Huis Swanenburg' gebouwd. De stenen zwanen bij de poort van het huis herinneren hier nog aan.
Vanaf 1735 werden hier dagelijks metingen gedaan van het weer. Deze zgn. 'Zwanenburgmetingen' zijn de eerste weermetingen gedaan in Holland. De resultaten worden nog steeds gebruikt voor historische overzichten.
Een van de bewoners was in de 18e en vroege 19e eeuw de waterbouwkundige Christiaan Brunings. Na de droogmaking van de Haarlemmermeer in 1852 deed het Hoogheemraadschap afstand van het huis en werd het verkocht. Het gebouw werd verbouwd, de gevel werd op linker- en rechterhoek rechtgetrokken. Het gehele interieur werd uitgebroken t.b.v. de suikerfabricage. Vanaf 1863 was hier een suikerfabriek gevestigd, sinds 1881 geheten: Suikerfabriek Holland, sinds 1919 deel van de CSM. In het oude huis Swanenburg stonden tot 1950 verdampingsketels opgesteld. De suikerfabriek werd in 1992 gesloten. Het gebouw maakt deel uit van het complex SugarCity.
Het dorp dat bij Halfweg in de Haarlemmermeerpolder ontstaan was, werd in 1913 Zwanenburg genoemd, naar de naam van dit huis.
Van 1842 tot 1927 was er tegenover het huis het eerste station Halfweg; het stukje Haarlemmerstraatweg daar (ter hoogte van de overweg tot de westelijke sluis van Zijkanaal F) werd toen het Stationsplein genoemd. In december 2012 werd hier een nieuw station Halfweg-Zwanenburg geopend aan de noordzijde van de Haarlemmerstraatweg (N200), dat door een loopbrug over de autoweg heen wordt verbonden met het trottoir en fietspad bij het Huis Swanenburg aan de zuidzijde van de Haarlemmerstraatweg.